# Fundáta község
Fundáta község (románul: Comuna Fundata) község Brassó megyében, Romániában. Központja Fundáta, beosztott falvai Kisfundáta, Sirnea.

## Népessége
A 2011-es népszámlálás adatai alapján a község népessége 852 fő volt.